# Еллсінор (Міссурі)
Еллсінор (англ. Ellsinore) — місто (англ. city) в США, в окрузі Картер штату Міссурі. Населення — 416 осіб (2020).

## Географія
Еллсінор розташований за координатами 36°55′59″ пн. ш. 90°44′51″ зх. д. / 36.93306° пн. ш. 90.74750° зх. д. (36.933012, -90.747386).  За даними Бюро перепису населення США в 2010 році місто мало площу 1,27 км², уся площа — суходіл.

## Демографія
Згідно з переписом 2010 року, у місті мешкало 446 осіб у 190 домогосподарствах у складі 112 родин. Густота населення становила 351 особа/км².  Було 225 помешкань (177/км²).
Расовий склад населення:
| - 99,1 % — білих - 0,4 % — корінних американців |

До двох чи більше рас належало 0,4 %. Частка іспаномовних становила 1,1 % від усіх жителів.
За віковим діапазоном населення розподілялося таким чином: 25,3 % — особи молодші 18 років, 53,4 % — особи у віці 18—64 років, 21,3 % — особи у віці 65 років та старші. Медіана віку мешканця становила 37,3 року. На 100 осіб жіночої статі у місті припадало 74,2 чоловіків;  на 100 жінок у віці від 18 років та старших — 76,2 чоловіків також старших 18 років.
Середній дохід на одне домашнє господарство  становив 37 781 долар США (медіана — 28 125), а середній дохід на одну сім'ю — 48 537 доларів (медіана — 32 404). За межею бідності перебувало 22,7 % осіб, у тому числі 35,6 % дітей у віці до 18 років та 5,9 % осіб у віці 65 років та старших.
Цивільне працевлаштоване населення становило 128 осіб. Основні галузі зайнятості: освіта, охорона здоров'я та соціальна допомога — 40,6 %, виробництво — 29,7 %, роздрібна торгівля — 6,3 %, мистецтво, розваги та відпочинок — 4,7 %.